# Torq-set

Tête de vis Torq-set.

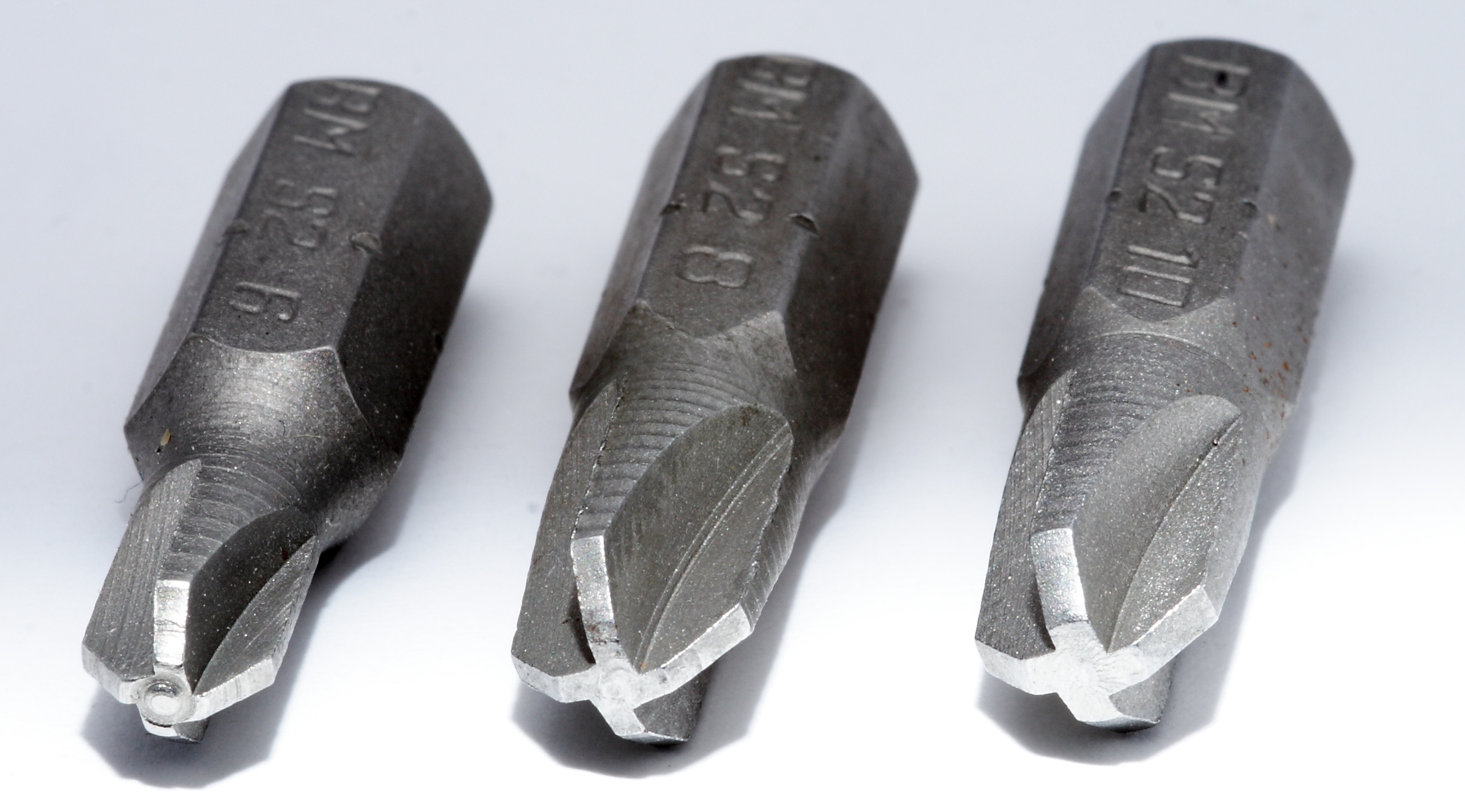
Tournevis Torq-set.

La vis Torq-set est utilisée dans les opérations sensibles aux torsions. La tête Torq-set est semblable en apparence à la tête Phillips, en ce qu'elle possède quatre bras. Cependant, sur la vis Torq-set, les lignes sont décalées les unes par rapport aux autres : elles ne sont pas alignées au point d'intersection. De ce fait, un tournevis cruciforme normal ne pourra être utilisé sur ce type de vis.
Ces vis sont utilisées dans le milieu aérospatial, notamment sur le bombardier Northrop B-2 Spirit. 
Les standards définis pour ces vis sont les standards aérospatiaux nationaux des États-Unis, à savoir NASM 33781 et NASM 14191.